# Gare de Skopje
La gare de Skopje (en macédonien Железничка станица - Скопје), est la principale gare ferroviaire de Skopje, capitale de la Macédoine du Nord. Elle est située dans la municipalité de Tsentar, en bordure du centre-ville et du quartier résidentiel d'Aerodrom. C'est un des éléments architecturaux les plus marquants de la reconstruction de la ville, détruite par un séisme en 1963, mais elle est aujourd'hui en mauvais état et doit être l'objet de rénovations qui s'achèveront avant 2015. Sa particularité vient du fait qu'elle se trouve sur un pont enjambant un boulevard ainsi que la gare routière de Skopje, ce qui permet de séparer les piétons des véhicules et de constituer un centre regroupant divers moyens de transport.

## Situation ferroviaire
La gare de Skopje se trouve sur deux lignes. La première, qui relie Tabanovtsé, situé à la frontière de la Serbie, à Guevgueliya, située sur la frontière de la Grèce, traverse le pays du nord au sud et correspond au Corridor 10. Cette ligne dessert notamment Vélès et des quartiers et villages périphériques de l'est de Skopje comme Dratchevo, Ilinden et Dolno Lissitché. Afin de desservir Skopje, la ligne quitte son tracé nord-sud, s'avance vers l'ouest, atteint la ville, puis repart vers l'est.
L'autre ligne relie la gare à Đeneral Janković, localité kosovare située sur la frontière macédonienne. Au-delà, la voie ferrée se raccorde au réseau du Kosovo et continue jusqu'à Prishtina. Cette ligne dessert plusieurs gares du nord et de l'est de l'agglomération de Skopje, comme Ǵorče Petrov et Saraï.

## Histoire

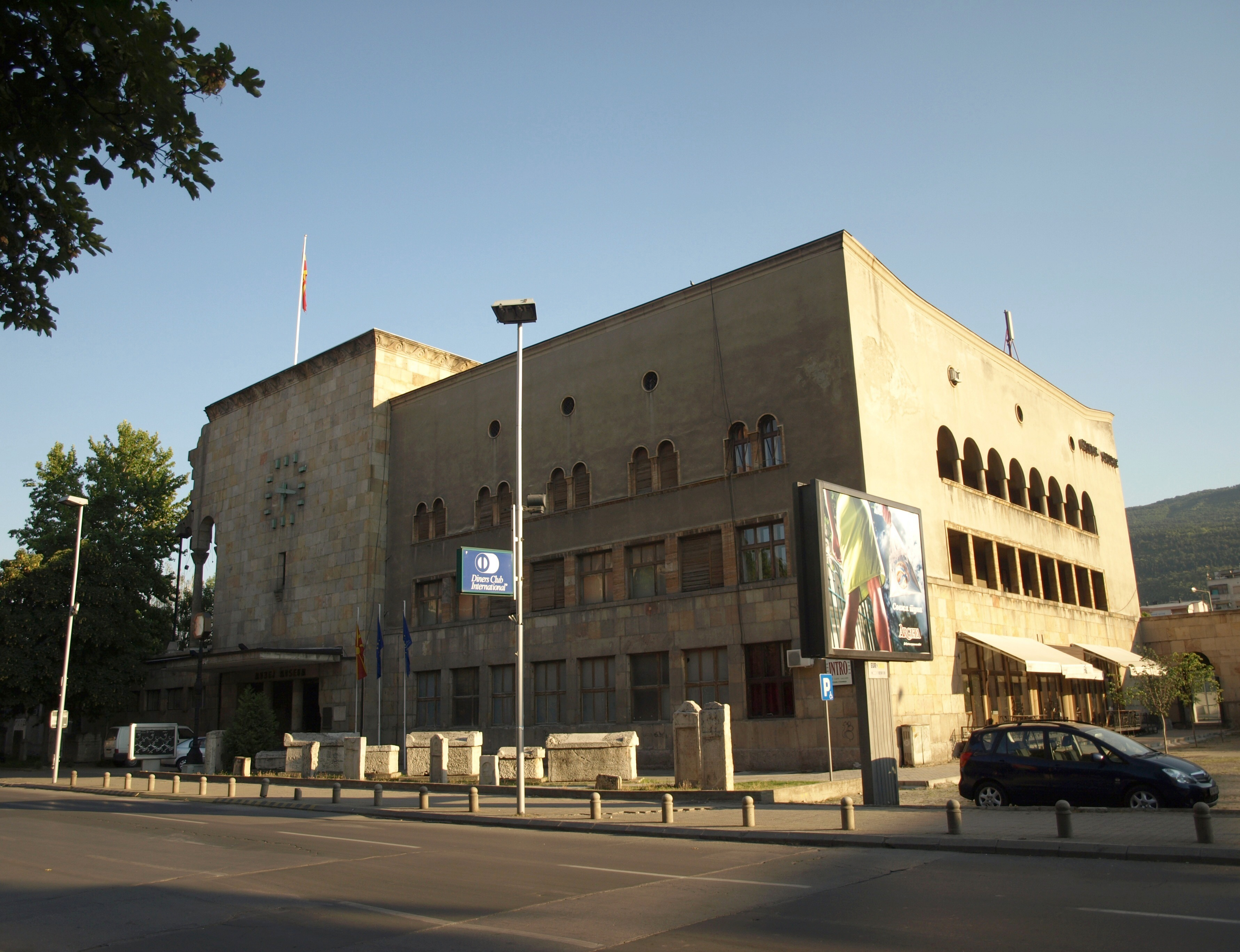
Les restes de l'ancienne gare

Cette gare remplace un bâtiment détruit pendant le tremblement de terre de 1963, qui avait très durement touché l'ensemble de la ville. Skopje dans son ensemble a ensuite subit une vaste campagne de reconstruction après la catastrophe et le nouveau centre-ville a ainsi été dessiné par Kenzo Tange, un architecte japonais qui avait notamment travaillé pour la reconstruction d'Hiroshima. C'est lui aussi qui élabore les plans de la nouvelle gare, qui est construite de 1971 à 1981. Les restes de l'ancienne gare ont continué à accueillir trains et passagers pendant cette période, puis ont été transformés en musée de la ville de Skopje.
Les deux gares ne se trouvent pas au même endroit, l'ancienne étant située au sud du centre, sur la ligne est-ouest, tandis que la nouvelle est implantée à l'est, sur un axe nord-sud. Ce déplacement a été motivé par des considérations économiques régionales, la nouvelle gare étant plus proche du raccordement à la ligne Belgrade-Thessalonique que l'ancienne. La voie ferrée qui conduisait à l'ancienne gare a été retirée, permettant aux voitures de passer plus facilement d'un côté à l'autre.

## Architecture

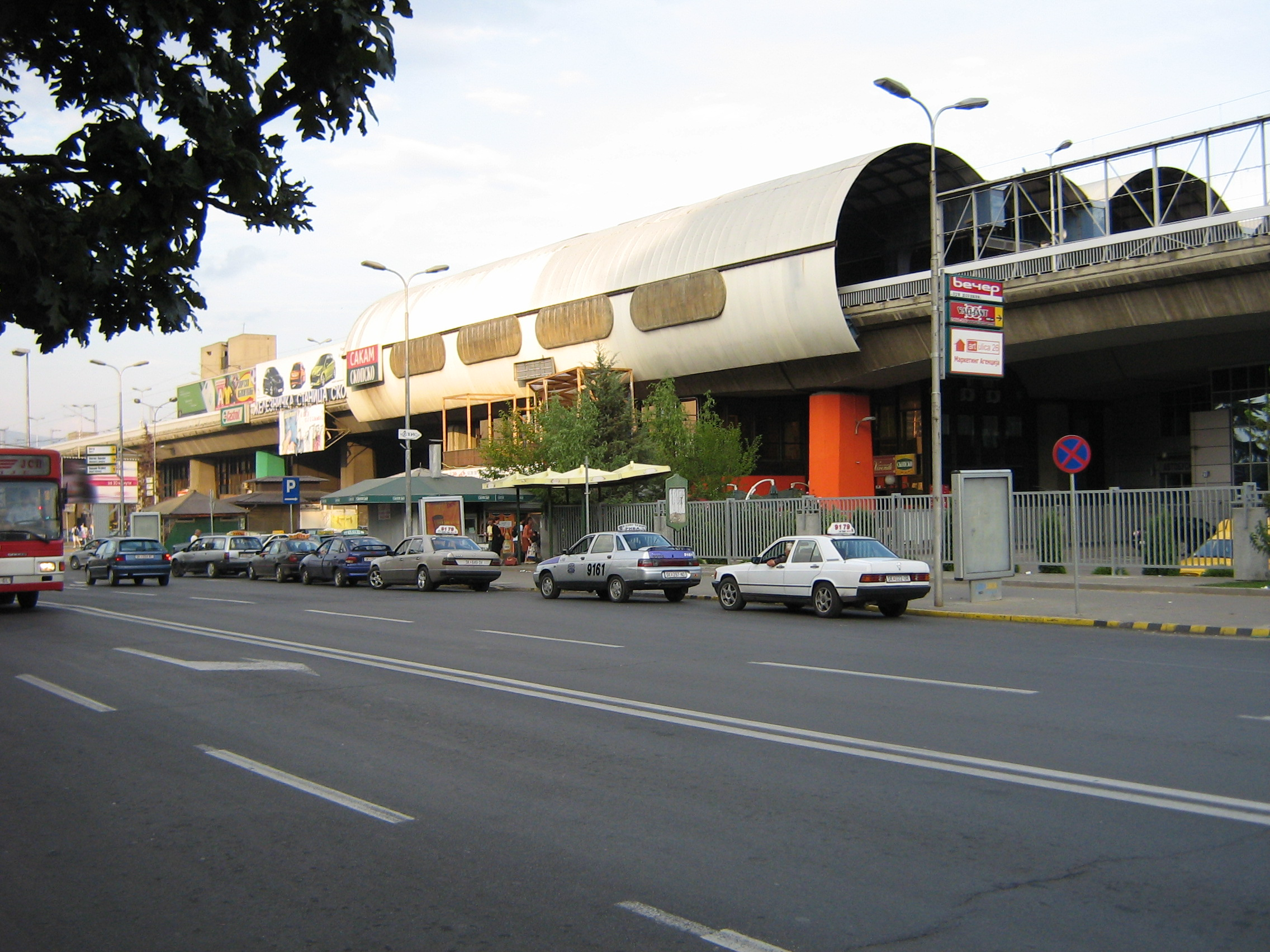
La gare vue depuis la rue Nikola Karev

La construction de la gare a occasionné de grands chantiers, comme la construction d'un pont de 1 400 mètres de long et de 10,5 mètres de haut, les quais étant situés au-dessus d'un boulevard. Ce « pont-gare » fait aussi 700 m de large et compte 10 quais, dont seulement 6 ont été achevés. L'ensemble a nécessité 70 000 m3 de béton et 11 000 tonnes de fer, soit 1 500 tonnes de plus que la Tour Eiffel. Les piliers qui supportent le pont ont été conçus pour résister aux secousses sismiques.
C'est le seul élément du plan de reconstruction de Skopje à avoir été entièrement supervisé du début à la fin par Kenzo Tange. La réalisation avait été critiquée à son ouverture pour son gigantisme, inutile dans une ville moyenne comme Skopje.
La gare, avec sa position en hauteur, au-dessus d'un boulevard, représente la volonté moderniste de distinguer les flux de passagers et des véhicules. La gare routière de la ville a par ailleurs été installée sous la gare ferroviaire en 2004.

## Projet de rénovation
La gare a souffert du manque d'entretien et des problèmes économiques qu'a connu la Macédoine du Nord dans les années 1990. Seulement huit trains par jour s'y arrêtent et les retards sont fréquents à cause de la détérioration du réseau ferroviaire et de l'âge élevé du matériel roulant. Les salles d'attente et les quais sont en mauvais état, il n'y a pas d'ascenseur et les escaliers roulants ne fonctionnent plus.
En novembre 2011, l'appel d'offre lancé par le gouvernement a été remporté par la société néerlandaise Grontmij. Le coût de la rénovation est estimé à 2,9 millions d'euros et les travaux devraient commencer fin 2012.

## Accès et correspondances

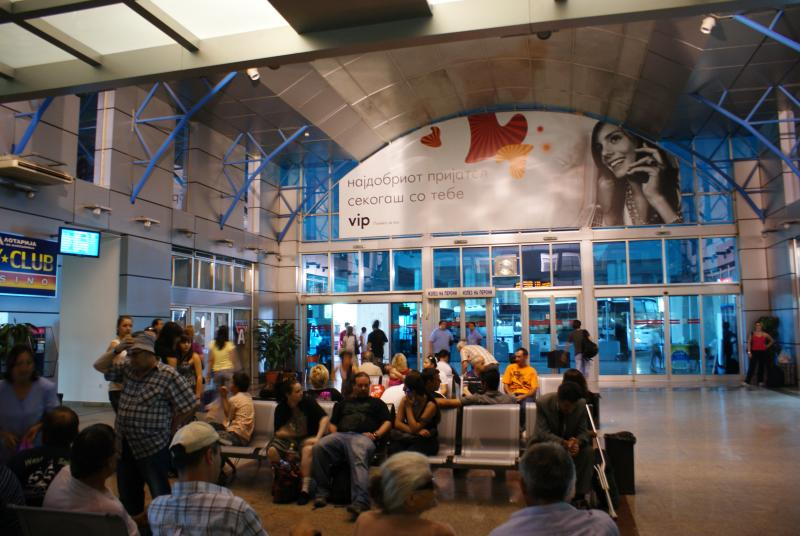
Le hall de la gare routière

La gare de Skopje est située sur le boulevard Kuzman Josifovski Pitu, qui relie la banlieue orientale au centre-ville de Skopje et elle se trouve devant le boulevard Nikola Karev qui permet de traverser le Vardar et de rejoindre le boulavard Alexandre de Macédoine, prolongé par l'autoroute M4. La gare se trouve à une courte distance de la place de Macédoine, centre névralgique de Skopje.
Elle se trouve enfin sur la gare routière, qui garantit des liaisons avec les bus de la ville ainsi qu'avec les lignes reliant Skopje aux autres villes macédoniennes ainsi qu'à des villes étrangères.